# واقعية فائقة الدقة (فن)

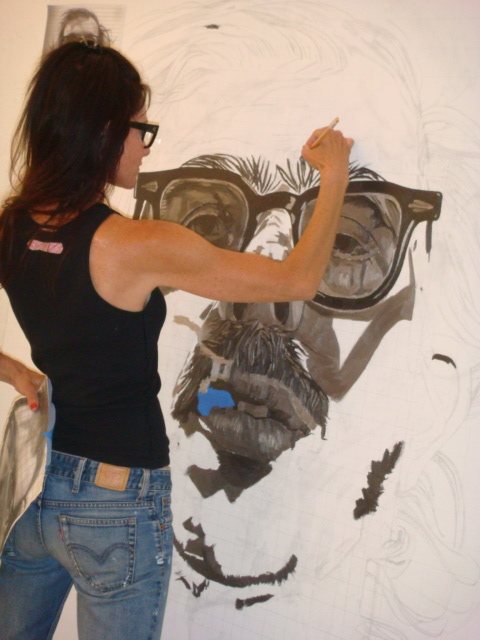
اُحد الفَنّانِين يَشرعُ فِي تَلْوين لَوحَة واقعية فائقة الدَّقة

الواقِعِيَّة فائِقَة الدَّقَّة (بالإِنجِلِيزِيّة:Hyperrealism) و(بالفَرَنسِيَّة:Hyperréalisme) هُو تيَّار فنَّي مُنبثِق مِن حركَة الفَنّ الواقِعِيَّ يَمتاز بِدِقَّة مُتناهِيَة بنَقْل ومُحاكاة ومُماثلة الواقِع أَو الصُّورة مِن خِلَال الرَّسم أَو النَّحت، بَل ويشمل أيضاً الأدَب والتَّصوِير الفُوتُوغرافِيَّ والسّينمائِيَّ.
صَاغ هذا المُصطلح تَاجر الأَعمال الفَنِّيَّة البِلجِيكِيّ ايزِيّ بَراشُو كَاِسم لِمعرَّض أَقامة فِي مَدِينة برُوكسِل لِعدد مِن لوحات الواقِعِيَّة الفُوتُوغرافِيَّة الأَمرِيكِيَّة عامّ 1973م. ولكنةٌ أصبح اليوم يُطلَّق عَلَى مَوجة جَدِيدة مِن الْفَنّانِينَ نَشَّاتُ فِي أَمرِيكَا وأُورُوبَّا مُنذُ بِداية الأَلفِيَّة الجدِيدة.
| واقعية فائقة الدقة (فن) | الوَاقِعِيَّة هِي اِنعِكَاس لِلحَيَاةِ الحَقِيقِيَّة | واقعية فائقة الدقة (فن) |
| — تُيُودوّر فُونتَانَهّ        |                                    |                         |

## تأرِيخ الواقِعِيَّة فائِقَة الدَّقَّة
ومِن أَجل فَهم أَعمق لتيَّار الواقِعِيَّة فائِقَة الدَّقَّة أَو كمَا يمّكن أَن نُسمِّيها الواقِعِيَّة الفائِقَة أَو فَوق واقِعِيّة؛ وكَيف وصَلتِ إِلى شَكْلِهَا المُعَاصِر مِن خِلَال مهارة وفَنّ إِعادة تمثيل الواقِع عَبِر مجمُوعة مِن وسَائِل مُتَعدِّدة تُحدث اِنطِباعاً واقعياً مرئيّ مُمَيّزٍ بَالِغَ الدَّقَّة، فَيجب علينَا أَن نَنظُر اوّلاً فِي لمحةُ تارِيخِيَّةُ مُوجِزَة حَول مَسار الواقِعِيَّة فائِقَة الدَّقَّة، ومَراحِل تَكوُّن هَذا النَّوع مِن الفُنُون التَّشكِيلِيَّة. شُغِف مُنْذُ القَدَمِ إِعادة تمثيل وتَصوِير ومُحاكاة ومُماثلة الواقِع، ومُحَاولة إِيجاد وتَكوِين شَبِيه لِلأَصل؛ فَنجِدها فِي آثار فنّانون فترة مَا قبل التَّارِيخ، ومَا تلَّاهَا مِثل السُّومِرِيِّين، والفَرَاعِنة، وفِي الفترة الكِلاسِيكِيَّة مِن التَّارِيخ اليُونانِيّ، مروراً بالعَصر الحَديث،
فالمُعَاصِر، وُصُولٍ إِلى تَكوُّن ونُضج الحركَة الواقِعِيَّة فَنّياً خصوصاً فِي فَرَنسَا الَّتِي تُعدُّ مِن أَهمّ عَواصِم الفَنِّ. وفِي وقتٍ مُبكِّر مِن سِتِّينِيَّات الْقُرَن العشرَين شَهِدت السَّاحة الفَنِّيَّة تطَوَّر فِي نَمط معَايِير الدَّقَّة فِي بَعض الأَعمال الفَنِّيَّة لِلواقِعِيَّة. وفِي مَعرِضٌ الفَنِّ الحديثِ والمُعاصِرِ (دُوكوَّمَنتَا) فِي قَلب أَلمَانيَا اِكتَسَب التيَّار الفَنّي شُهرةٌ عالمِيَّة عندمَا شَارَّك فِي العَامُّ 1972م. وفِي عامّ 1973م أَقام تَاجر الأَعمال الفَنِّيَّة البِلجِيكِيّ ايزِيّ بَراشُو معرَّضاً فَنِياً فِي مَدِينة برُوكسِل الَّتِي تُعتبِرُ أحَد موَاطِن حرَكَة الفَنِّ الحَديث، لِعدد مِن لوحات الواقِعِيَّة بِعُنوان «Hyperréalisme» ومُنذُ ذَلك الحَين أصبح للتيَّار الفنَّي النَّاشِئ؛ والنَابِع مِن الحركَة الفَنّ الواقِعِيَّ اِسماً يُعرف ويستدلُّ به عَلَى هَذا التيَّار الفنَّي الحَديث نسبِيّاً. وفِي مَطلع الأَلفِيَّة الثَّالِثَة وجدَّت الواقِعِيَّة فائِقَة الدَّقَّة مَناخَاً رحبَاً فِي أَمرِيكَا وأُورُوبَّا تَطوَّرت وتَأَلَّقت فِيه.

## صُوّر

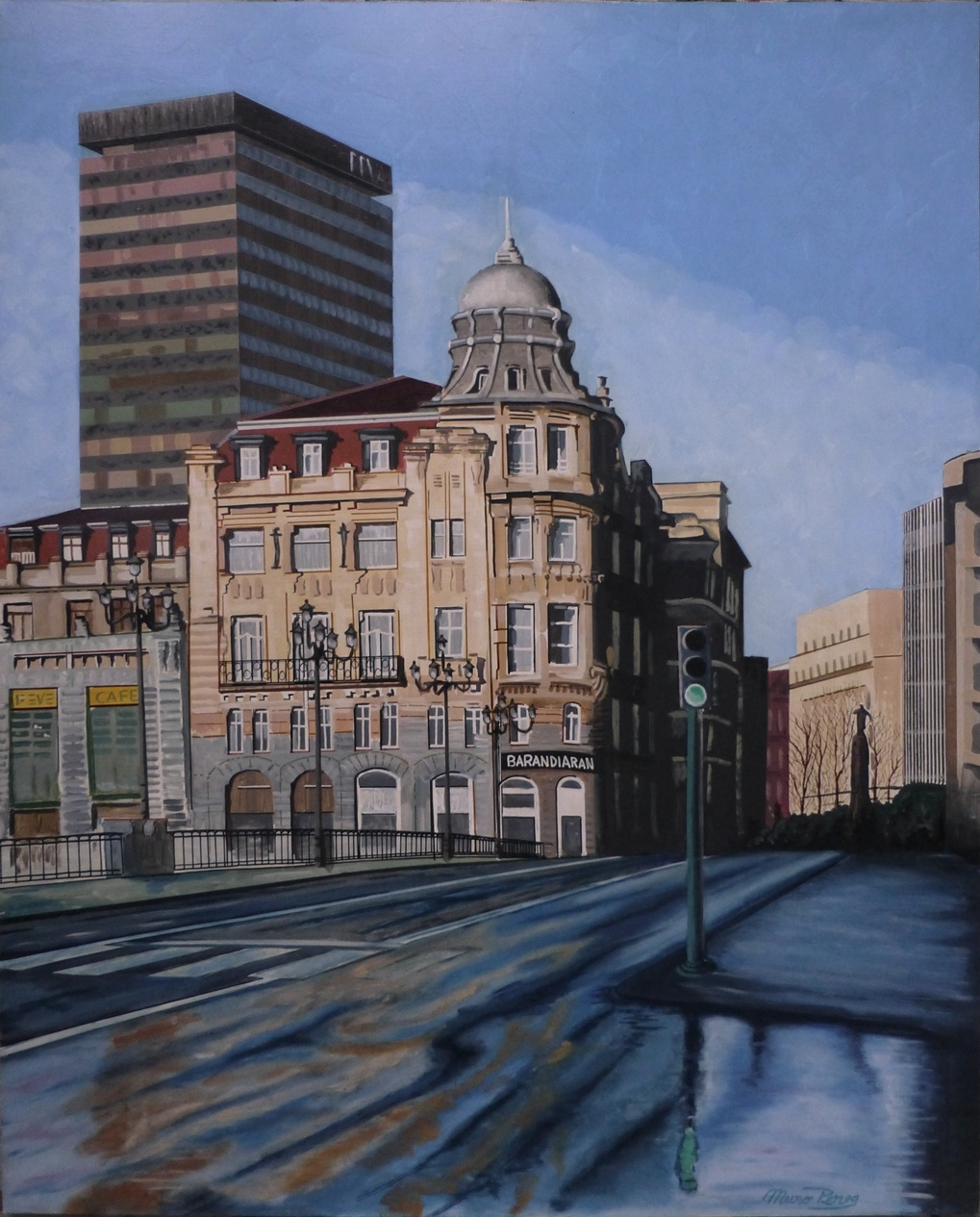
لَوحة لمَدِينة بَلباو.
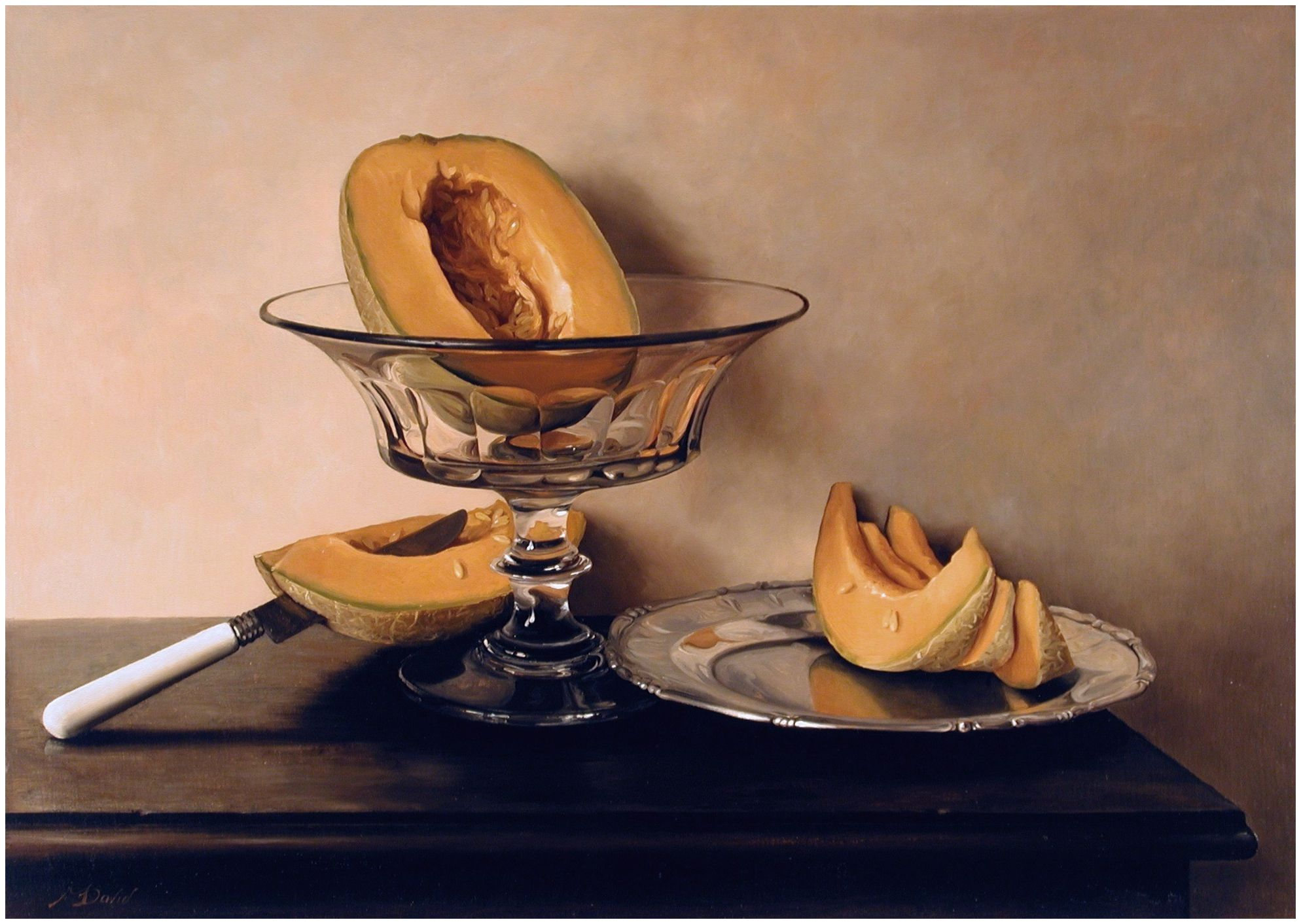
فاكِهَة وكرِيسْتال لَوحة لمَاورو دِيفِيد.
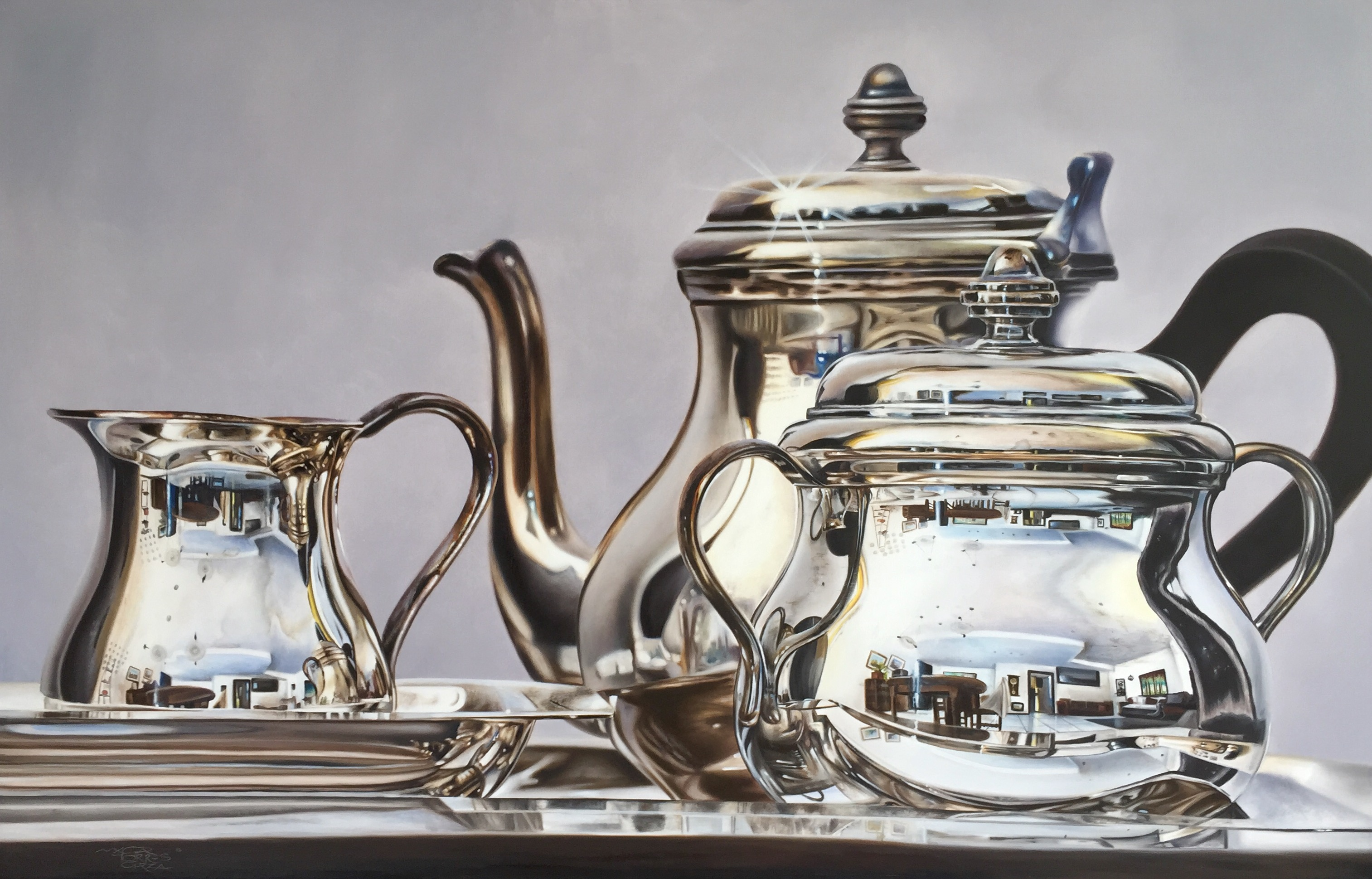
لَوحة بِعُنوان «وَقت الشَّاي» لماجِدَة تُورِيس غُورَّزا.
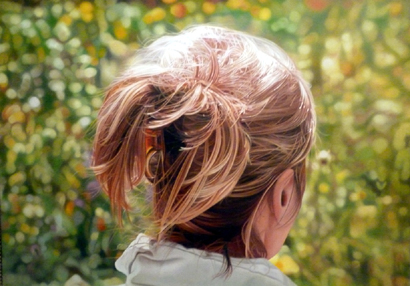
لَوحة زّيتيّة لجاك بودي.

## انظُر أيضاً
- فَنّ.
- رَسْم.
- واقِعِيَّة.

## وُصلات خارجيّة
- أَعمَّال فَوق وَاقِعِيَّة مُصوِّرَة لِلنَّحَّات الأُسترَالِيّ روِّنَّ مُويك (بِنترِسّت).
- الوَاقِعِيَّة المُفرِطَة "hyper realism".. فُنَّ مُواجهة العقل بِتَفَاصِيل لَا تُرى بِالعين المُجرَّدَة.

## مَراجع
1. ↑  "معلومات عن واقعية فائقة الدقة (فن) على موقع universalis.fr". universalis.fr. مؤرشف من الأصل في 2019-03-26.

- "لمحةُ مُوجِزَة عن الواقِعِيَّة فائِقَة الدَّقَّة" © بلس ونّ جَالَيرِي (باللُّغة الإِنجِلِيزِيّة).